# Garmin Sharp/2013

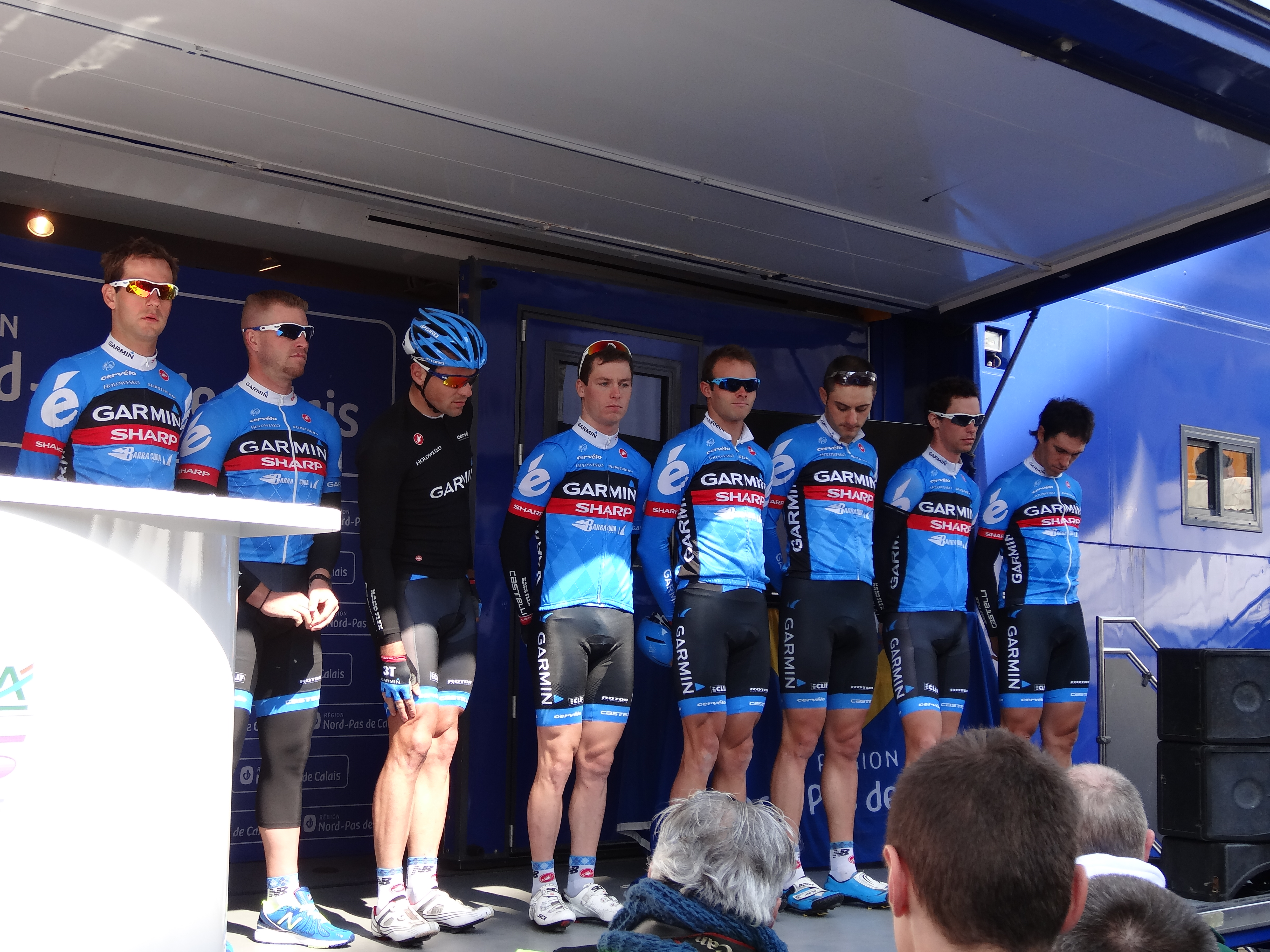
Ploegvoorstelling, Vierdaagse van Duinkerke 2013

Deze pagina geeft een overzicht van de Team Garmin-Sharp-Barracuda wielerploeg in 2013.

## Algemeen
Sponsors: Garmin, Sharp en Barracuda Networks
Algemeen manager: Jonathan Vaughters, James Barlow
Ploegleiders: Eric Van Lancker, Chann McRae, Bingen Fernández, Geert Van Bondt, Charles Wegelius, Johnny Weltz
Fietsmerk: Cervélo
Materiaal: Shimano
Kleding: Castelli
Budget: niet bekend
Kopmannen: Tom Danielson, Tyler Farrar, Nick Nuyens, Daniel Martin, Ryder Hesjedal, Christian Vande Velde, Johan Vansummeren

## Renners
| Naam                  | Geboortedatum | Nationaliteit       | Ploeg 2012             |
| --------------------- | ------------- | ------------------- | ---------------------- |
| Jack Bauer            | 07-04-1985    | Nieuw-Zeeland       |                        |
| Tom Danielson         | 13-03-1978    | Verenigde Staten    |                        |
| Rohan Dennis          | 28-05-1990    | Australië           | Team Jayco-AIS         |
| Thomas Dekker         | 06-09-1984    | Nederland           |                        |
| Caleb Fairly          | 19-02-1987    | Verenigde Staten    | Team SpiderTech-C10    |
| Tyler Farrar          | 02-06-1984    | Verenigde Staten    |                        |
| Koldo Fernández       | 13-09-1981    | Spanje              |                        |
| Nathan Haas           | 12-03-1989    | Australië           |                        |
| Ryder Hesjedal        | 09-12-1980    | Canada              |                        |
| Alex Howes            | 01-01-1988    | Verenigde Staten    |                        |
| Robert Hunter         | 22-04-1977    | Zuid-Afrika         |                        |
| Michel Kreder         | 15-08-1987    | Nederland           |                        |
| Raymond Kreder        | 29-11-1989    | Nederland           |                        |
| Martijn Maaskant      | 27-07-1983    | Nederland           |                        |
| Daniel Martin         | 20-08-1986    | Ierland             |                        |
| David Millar          | 04-01-1977    | Verenigd Koninkrijk |                        |
| Lachlan Morton        | 02-10-1992    | Australië           |                        |
| Ramūnas Navardauskas  | 30-11-1988    | Litouwen            |                        |
| Nick Nuyens           | 05-05-1980    | België              | Saxo Bank-Tinkoff Bank |
| Alex Rasmussen        | 09-06-1984    | Denemarken          |                        |
| Jacob Rathe           | 13-03-1991    | Verenigde Staten    |                        |
| Sébastien Rosseler    | 15-07-1981    | België              |                        |
| Peter Stetina         | 08-08-1987    | Verenigde Staten    |                        |
| Andrew Talansky       | 23-11-1988    | Verenigde Staten    |                        |
| Christian Vande Velde | 22-05-1976    | Verenigde Staten    |                        |
| Johan Vansummeren     | 04-02-1981    | België              |                        |
| Steele Von Hoff       | 31-12-1987    | Australië           | Stage                  |
| Fabian Wegmann        | 20-06-1980    | Duitsland           |                        |
| David Zabriskie       | 12-01-1979    | Verenigde Staten    |                        |

## Belangrijke overwinningen
| Parijs-Nice 3e etappe: Andrew Talansky Jongerenklassement: Andrew Talansky Ronde van Catalonië 4e etappe: Daniel Martin Eindklassement: Daniel Martin Luik-Bastenaken-Luik Winnaar: Daniel Martin Ronde van Romandië 2e etappe: Ramūnas Navardauskas Vierdaagse van Duinkerke 4e etappe: Michel Kreder Ronde van Italië 11e etappe: Ramūnas Navardauskas Ronde van Californië 4e etappe: Tyler Farrar Ronde van Beieren 1e etappe: Alex Rasmussen Ronde van Frankrijk 2013 9e etappe: Daniel Martin | Ronde van Utah 3e etappe: Lachlan Morton Eindklassement: Tom Danielson Jongerenklassement: Lachlan Morton Ronde van Alberta 3e etappe: Rohan Dennis Eindklassement: Rohan Dennis Eurométropole Tour 3e etappe: Tyler Farrar |

Mannen: 2005 · 2006 · 2007 · 2008 · 2009 · 2010 · 2011 · 2012 · 2013 · 2014 · 2015 · 2016 · 2017 · 2018 · 2019 · 2020 · 2021 · 2022 · 2023 · 2024 · 2025
Vrouwen: 2024 · 2025
AG2R-La Mondiale · Argos-Shimano · Astana · Belkin Pro Cycling · BMC Racing Team · Cannondale Pro Cycling Team · Euskaltel-Euskadi · FDJ · Team Garmin-Sharp · Katjoesja · Lampre-Merida · Lotto-Belisol · Team Movistar · Omega Pharma-Quick Step · Orica-GreenEdge · RadioShack-Leopard · Team Saxo-Tinkoff · Sky ProCycling · Vacansoleil-DCM